# Émile-Louis Foubert
Émile-Louis Foubert (Parigi, 11 settembre 1848 – Parigi, 12 febbraio 1911) è stato un pittore francese noto per i suoi dipinti di storia e i nudi artistici.

## Biografia

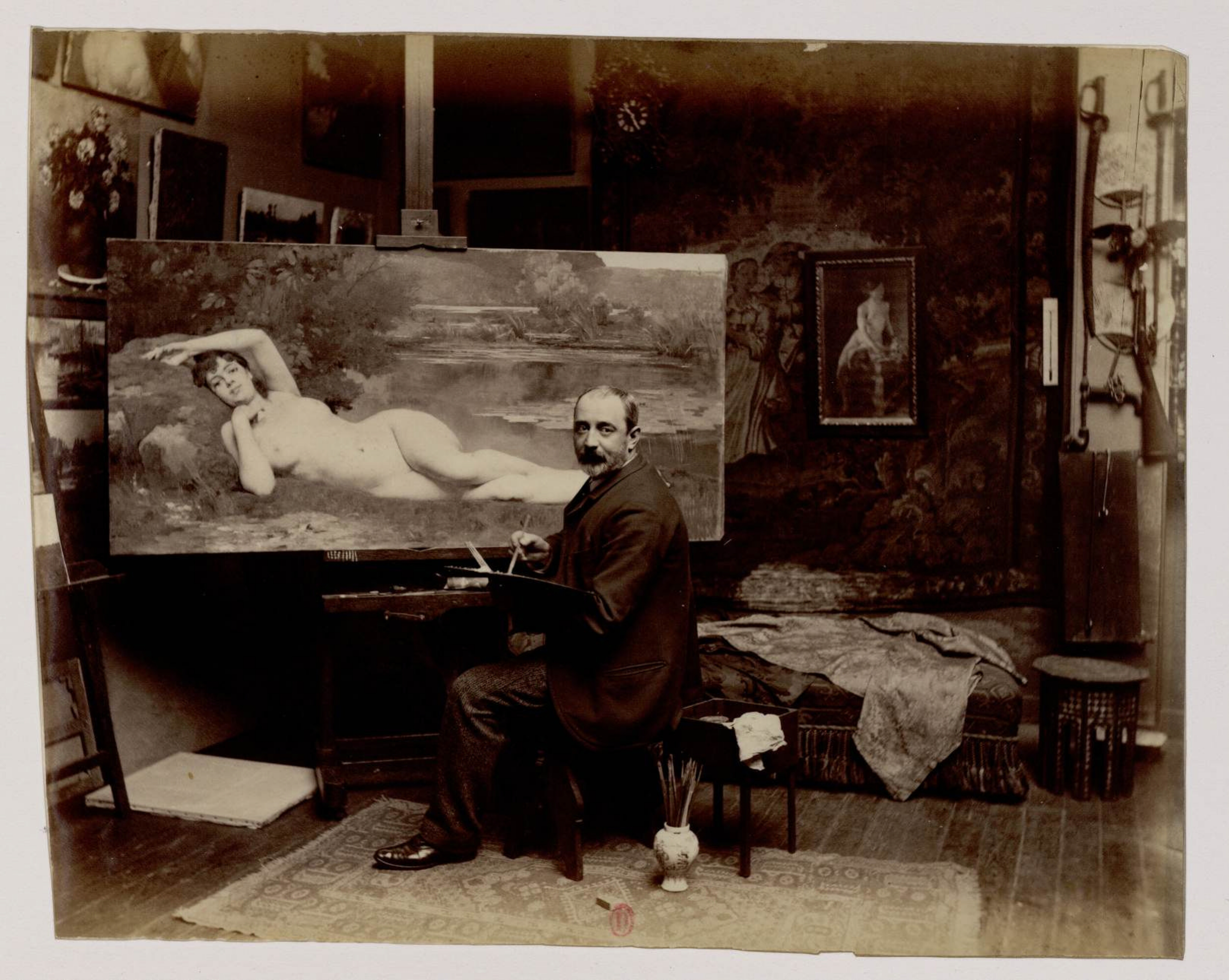
Émile-Louis Foubert nel suo studio in una fotografia di Edmond Bénard.

Nato nel vecchio ottavo arrondissement di Parigi nel 1848, Émile-Louis Foubert studiò alla scuola municipale di Bayonne e negli atelier parigini di Léon Bonnat, di Charles Busson e di Henri-Léopold Lévy.
Egli creò dei dipinti dai soggetti mitologici, allegorici e, all'inizio, anche religiosi, così come dei ritratti e dei paesaggi. Espose le sue opere ai Saloni della società degli artisti francesi (Société des Artistes Français) a partire dal 1875, divenendone un membro nel 1884. Nel 1876 Fourbet espose un quadro ritraente Caifa crocifisso nella sesta bolgia dell'ottavo cerchio dell'Inferno dantesco, un tema a soggetto letterario sul quale sarebbe ritornato nel 1910, poco prima di morire. Nel 1880 si guadagnò una medaglia di terza classe.
Negli anni 1890 Foubert realizzò alcuni omaggi dedicati ad altri pittori francesi del secolo: al museo d'arte e storia di Bayeux si trovano un Hommage à Corot del 1892 e un Hommage à Millet del 1899 (che cita le Spigolatrici di quest'ultimo nello sfondo). Dal 1900 in poi dipinse quasi sempre dei paesaggi fantastici con delle ninfe e delle silfidi, finché non morì nel 1911 nel nono arrondissement della capitale francese.

## Galleria d'immagini

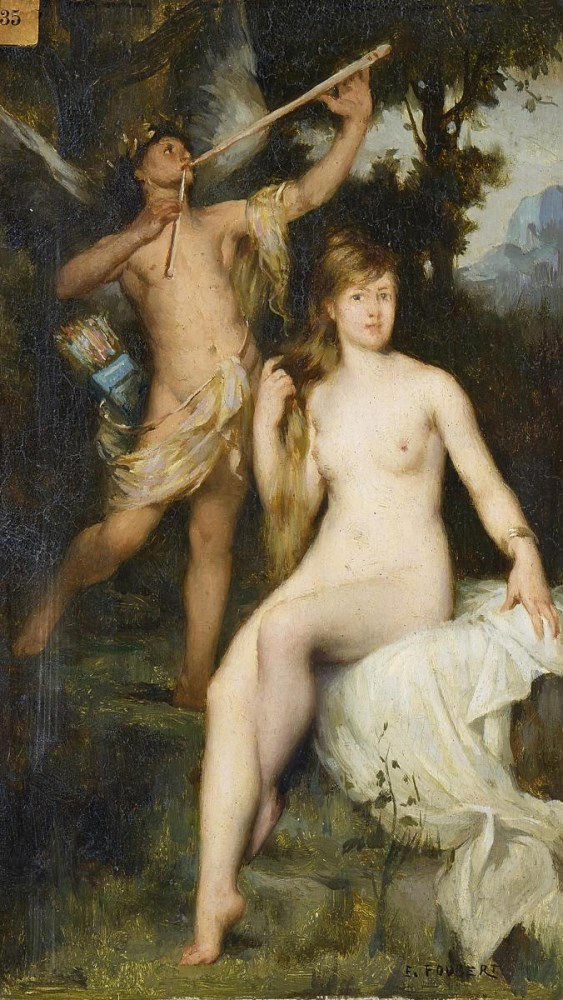
Eglogue, 1883 circa
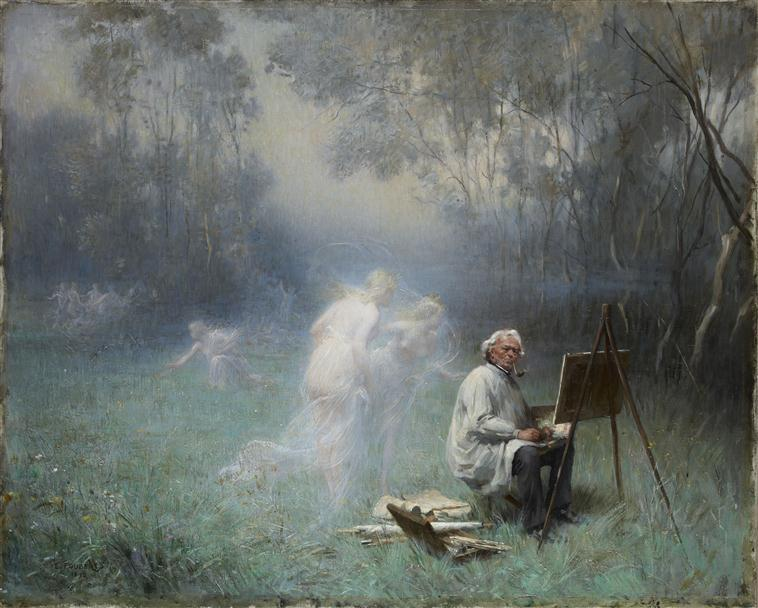
Hommage à Corot, 1892
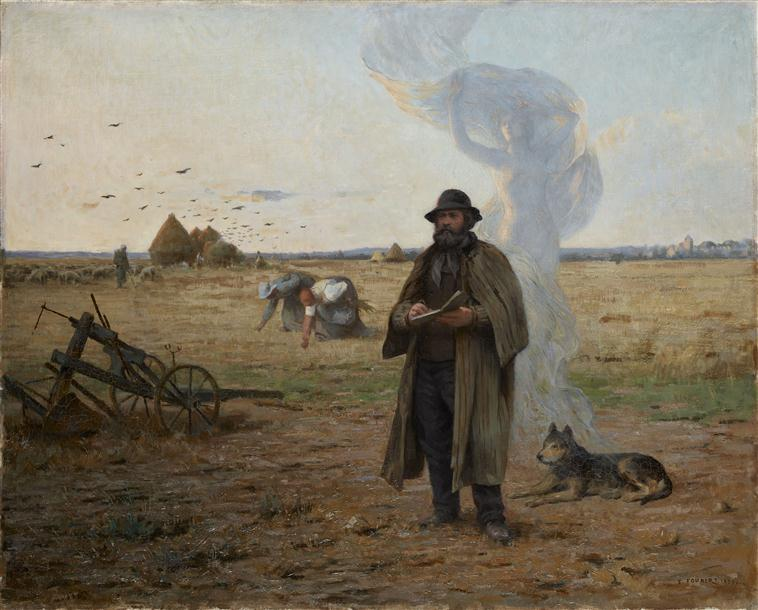
Hommage à Millet, 1899
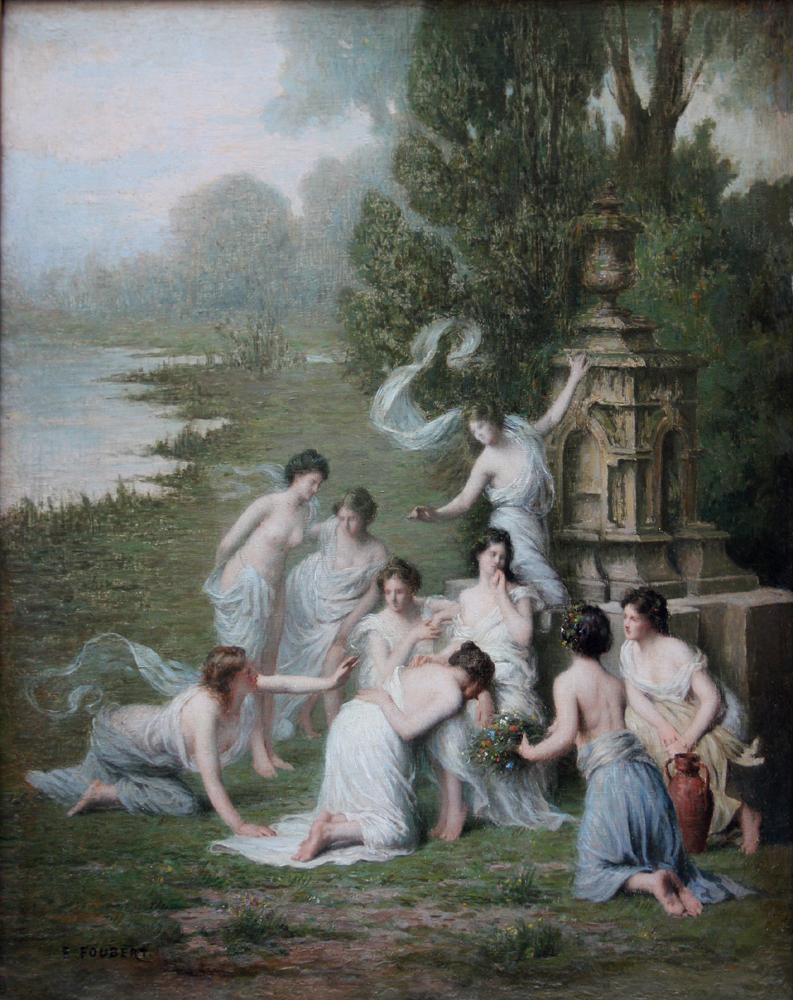
Le Jeu de la main chaude, 1902